# WGS 84
 (janvier 2017).

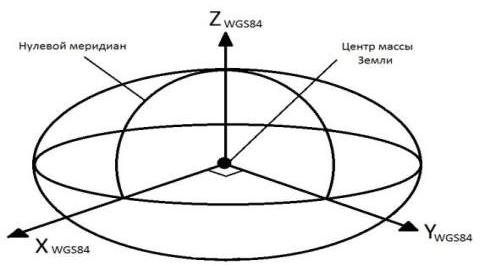
Système de coordonnées géodésiques WGS-84. Dont le début se trouve au centre de la masse terrestre.

WGS 84 (World Geodetic System 1984) est un système géodésique mondial. Il est composé d'un système de coordonnées, d'un ellipsoïde de référence (l'ellipsoïde de révolution IAG GRS 80) et d'un géoïde (EGM96 ou suivant). Ce système géodésique mondial est notamment utilisé par le système de positionnement par satellite GPS.
La terre est assimilée à un ellipsoïde de révolution autour de l'axe nord sud, se révélant donc être une boule (volume plein, et non creux comme une sphère) légèrement aplatie au niveau des pôles. La forme de cette surface mathématique construite par calculs tente de se rapprocher le plus possible de la surface terrestre réelle, qui est irrégulière. En un point donné de la surface terrestre, la différence de hauteur, par rapport au centre de la terre, entre le volume mathématique de l'ellipsoïde et la surface terrestre réelle est utilisée pour déterminer l'altitude de ce point.
Ses prédécesseurs sont : WGS 72 (associé au système TRANSIT), WGS 64 et WGS 60.
Un système géodésique ne doit pas être confondu avec un type de projection cartographique : il définit une représentation du géoïde terrestre. La plupart des projections pour navigation (marine ou aérienne), appelées UTM (Transverse Universelle de Mercator) sont établies sur la référence WGS, version de 1984.
Ce système est référencé 4326 en deux dimensions (X,Y) et 4979 en trois dimensions (X,Y,Z) selon la liste des codes EPSG.
C'est un système qui est utilisé par les professionnels du milieu de la cartographie, notamment les géomètres-topographes.

## Valeurs numériques
Les valeurs des paramètres de l'ellipsoïde de révolution IAG GRS 80, associé au système WGS 84 sont les suivantes :
(Attention : L'ellipsoïde de référence WGS 84, associé au système WGS 84, diffère légèrement de l'ellipsoïde de révolution IAG GRS 80 pour la valeur de l'aplatissement. Cela implique de légères modifications des valeurs calculées. Par exemple, le demi petit axe b augmente de 0,1 mm.)
Par définition :
| demi grand axe (GRS 80) | a | = 6 378 137,0 m     |
| demi grand axe (WGS84)  | a | = 6 378 137,0 m     |
| aplatissement (GRS80)   | f | = 1/298,257 222 101 |
| aplatissement (WGS84)   | f | = 1/298,257 223 563 |

Par calcul :
| demi petit axe (GRS 80)       | b     | {\displaystyle \simeq } 6 356 752,314 140 355 847 852 106 m                         |
| demi petit axe (WGS84)        | b     | {\displaystyle \simeq } 6 356 752,314 245 179 497 563 967 m                         |
| première excentricité (GRS80) | e     | {\displaystyle \simeq } 0,081 819 191 32                                            |
| première excentricité (WGS84) | e     | {\displaystyle \simeq } 0,081 819 190 842 622                                       |
| circonférence équatoriale     | 2·π·a | {\displaystyle \simeq } 40 075,017 km (2·π·b {\displaystyle \simeq } 39 940,652 km) |

| aplatissement         | f (pour flattening) | {\displaystyle f={\frac {a-b}{a}}}                      |
| première excentricité | e                   | {\displaystyle e={\sqrt {\frac {a^{2}-b^{2}}{a^{2}}}}}  |
| deuxième excentricité | e'                  | {\displaystyle e'={\sqrt {\frac {a^{2}-b^{2}}{b^{2}}}}} |

À titre indicatif :
- la longueur de l'ellipse méridienne est : 40 007,863 km (via la formule approchée 2·π.a.(1 - e2/4 - ...) ;
- la surface est : S = 510,065 622 millions de kilomètres carrés (formule approchée S = 2·π.(a²+b²)) ;
- le volume est : V = 1 083 milliards de kilomètres cubes (V = 4·π·a².b/3)) ; soit, avec une densité moyenne de 5,5, une masse de 6·1024 kg.

## Exemples de coordonnées d'un point géographique selon différentes unités
- Unités cartésiennes par projection UTM :
  - Standard 36S[3] : 
Est (X) = 186 070 m
Nord (Y) = 9 781 387 m
  - UTM OTAN : 
Long Zone : 36 
Hémisphère : S
Est (X) = 86 070 m 
Nord (Y) = 81 387 m
- Degrés géographiques :
  - Décimales :
    - DDD (degrés) : 
Lat : -1.974651 (S) 
Long : 30.1782715513244 (E) 
 Note : Utilisé par Google Maps[4]
    - DMM (degrés, minutes) : 
Lat : -1° 58,479060 (S) 
Long : 30° 10,696293’ (E) 
 Note : Utilisé en navigation marine[Laquelle ?]

  - Sexagésimales DMS (degrés, minutes, secondes) : 
Lat : 1° 58' 28,7436" (S) 
Long : 30° 10' 41,7776" (E) 
(1° 58′ 28,7436″ S, 30° 10′ 41,7776″ E)
  - Grades : 
Lat : 2.19405667 (S) 
Long : 33,53141283 (E)
  - Heures décimales : 
Lat : 0,1316434000 (S) 
Long : 2,0118847701 (E)
  - Heures minutes secondes : 
 Lat : 0 h 7 min 53,916240 s (S) 
Long : 2 h 0 min 42,785172 s (E)
  - Radians : 
Lat : 0,0344641615 (S) 
Long : 0,5267102011 (E)
  - Secondes de degré : 
Lat : 7108,74360 (S) 
Long : 108641,77758 (E)
  - Secondes d’heure : 
Lat : 473,916240 (S) 
Long : 7242,785172 (E)